# Енкес
Енкес (каз. Енкес, до 2008 г. — Карла Маркса) — аул в Сарыагашском районе Туркестанской области Казахстана. Входит в состав Куркелесского аульного округа. Код КАТО — 515465500.

## Население
В 1999 году население аула составляло 2935 человек (1466 мужчин и 1469 женщин). По данным переписи 2009 года, в ауле проживало 3920 человек (1985 мужчин и 1935 женщин).